# District de Marrupa
Le district de Marrupa est une subdivision administrative de la province de Niassa au nord du Mozambique. En 2007, sa population est de 53 649 habitants.

## Source de la traduction
- (pt) Cet article est partiellement ou en totalité issu de l’article de Wikipédia en portugais intitulé « Marrupa (distrito) » (voir la liste des auteurs).